# 赫伯特·巴克斯特·亚当斯
赫伯特·巴克斯特·亚当斯（英語：Herbert Baxter Adams，1850年4月16日—1901年7月30日）是一位美国历史学家和教育家，他将德国式的严谨带到了美国的历史研究中，是美国历史学会（AHA）的创始成员。
美国历史学会颁发的赫伯特·巴克斯特·亚当斯奖以其名字命名。